# CULTAN

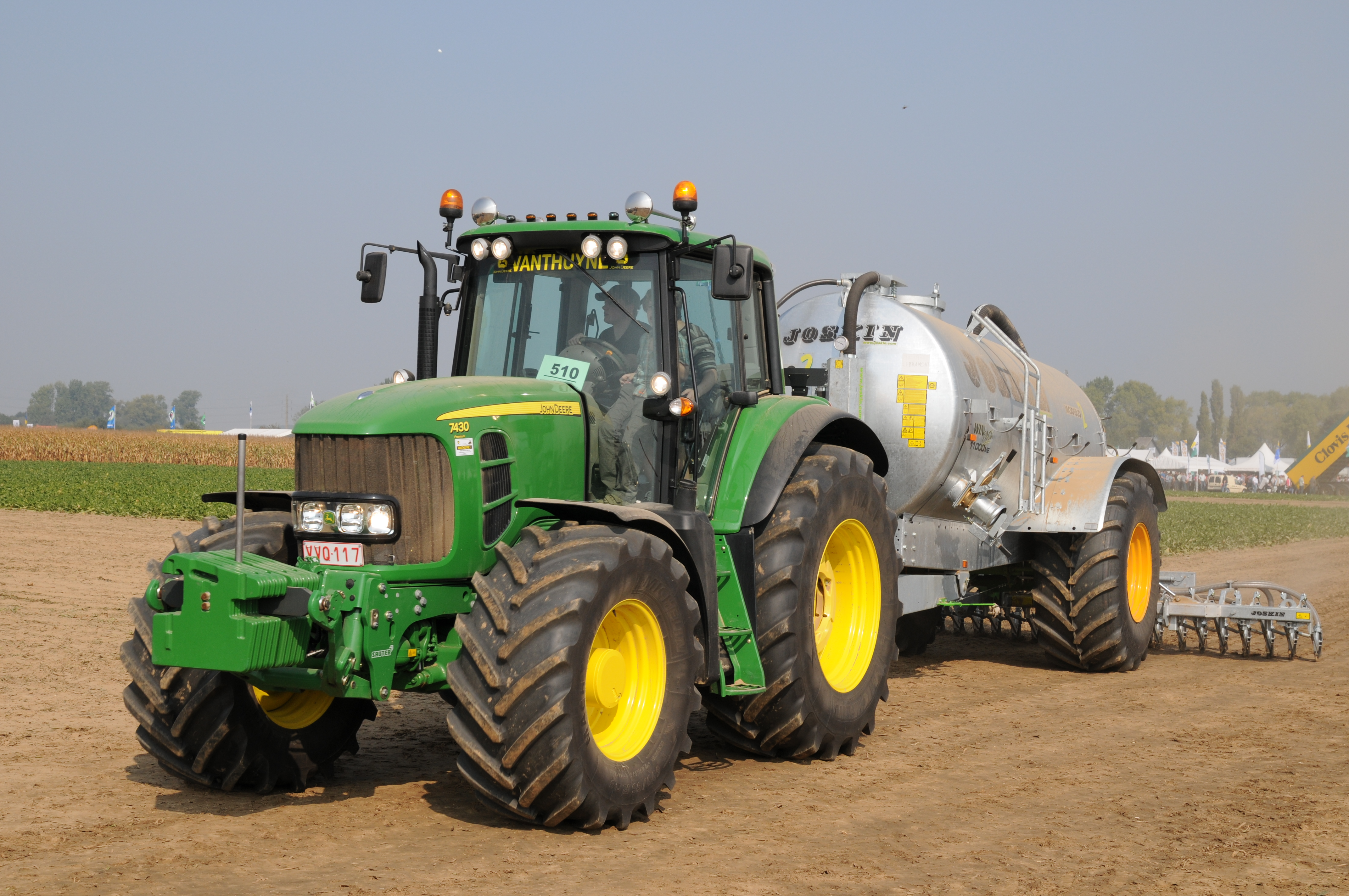
Einarbeitung von Gülle in den Acker; auch solche Düngung wird vom JKI im Fachbereich CULTAN untersucht, die Vor- und Nachteile der Verfahren von Sommer und Gülleeinarbeitung sind aber getrennt zu betrachten

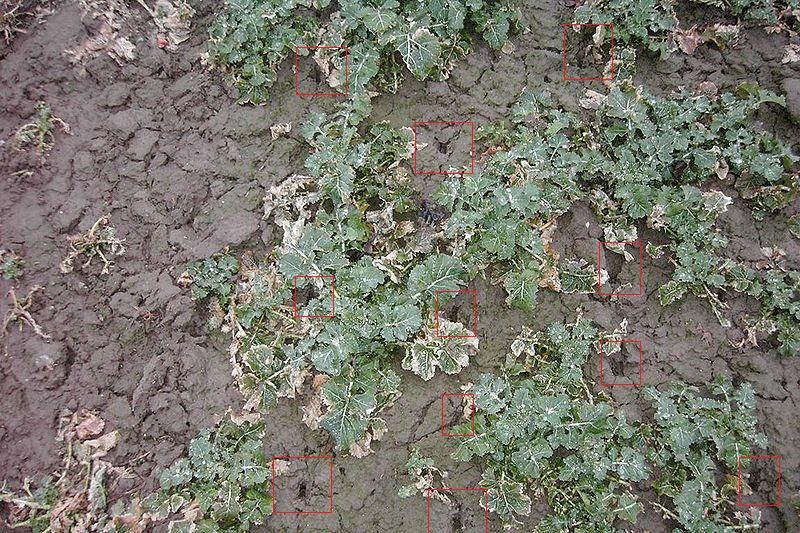
Einstiche der Spornräder in den Boden, ASL kann je nach pH-Wert ätzen

CULTAN (Controlled Uptake Long Term Ammonium Nutrition, deutsch: kontrollierte Langzeitammoniumernährung) ist eine eher seltene Form der Unterfußdüngung zur Stickstoffversorgung von Kulturpflanzen. Es wurde ab Ende der 1960er Jahre vom Bonner Agrarwissenschaftler Karl Sommer entwickelt und wird unter anderem bei Grünland, im Ackerbau bei Getreide, Mais, Kartoffeln und Rüben sowie im Weinbau und in Baumschulen eingesetzt. Es kostet mehr als Kalkammonsalpeter (inklusive Ausbringung gerechnet).
Die Stickstoffdüngung der Pflanzen erfolgt bei diesem Verfahren – anders als bei konventionellen Düngeverfahren – nur einmalig für eine Vegetationsperiode mit Ammonium (NH4+) an Stelle von Nitraten (NO3-N). Der Dünger wird dabei nicht auf den Boden aufgebracht oder breitflächig eingearbeitet, sondern punktuell oder streifenförmig in den Boden eingebracht.
Mit einer speziellen Injektionstechnik wird versucht, die Düngelösung sieben bis 20 cm tief im Boden etwas seitlich versetzt zu den Saat- oder Pflanzreihen zu platzieren. Bei Reihenkulturen mit größeren Reihenabständen wie Kartoffeln, Rüben oder Mais ist dies technisch mit einigem Aufwand lösbar. In der Regel wird das Cultanverfahren jedoch bei Getreide und Raps eingesetzt, die Reihenabstände von rund 10 cm haben. Dort ist keine seitlich versetzte Ausbringung möglich, im Gegenteil, es wird ein – wenn auch geringer – Anteil Pflanzen durch die Injektionstechnik getroffen und zerstört.

## Wirkungsmechanismus

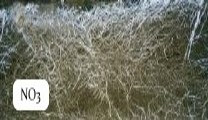
Gleichmäßiges Wurzelbild nach herkömmlicher Stickstoffdüngung mit Nitrat

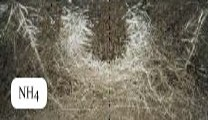
Radiales Wurzelbild nach Stickstoffdüngung mit Ammonium im CULTAN-Verfahren (Wachstum um das Depot herum)

Bei der Stickstoffdüngung wird nur ein Teil des Düngers von der Pflanze aufgenommen.
Von Wasser ausgewaschener oder an die Luft abgegebener Stickstoff geht verloren und führt zu erheblichen Umweltproblemen (Eutrophierung, Distickstoffmonoxid).
Karl Sommer sieht Vorteile darin, wenn in Wurzelnähe hochkonzentrierter Ammoniumdünger ausgebracht wird. Dabei beruhe die Wirkung der Ammoniumdepots wesentlich auf der Phytotoxizität des Ammoniums. Gleichmäßig im Wurzelraum verteiltes Ammonium könne von den Pflanzen sowohl aktiv als auch passiv aufgenommen werden. Bei aktiver Aufnahme werde es an der Wurzel direkt in den Stoffwechsel organischer N-Verbindungen übernommen. Bei der passiven Aufnahme könne es dagegen in ausgewachsenen Blättern angereichert werden, wo bereits niedrige Konzentrationen Wachstumsstörungen hervorriefen. Bei höheren Konzentrationen würden durch Ammonium Nekrosen an den Blatträndern gebildet. Darüber hinaus vermindere Ammonium im Wurzelraum verteilt die Aufnahme anderer Kationen.
Diese negativen Wirkungen des Ammoniums würden beim CULTAN-Verfahren nicht auftreten, da es nicht gleichmäßig verteilt im Boden vorliegt, sondern in begrenzten, hoch konzentrierten Depots. Die Depots nehmen nur einen geringen Teil des von einer Pflanze durchwurzelbaren Bodenvolumens ein. Der restliche Wurzelraum bleibe relativ frei von Ammonium-Ionen, so dass dort eine stabile Versorgung mit anderen Nährstoffen stattfinden könne.
Im Gegensatz zum gleichmäßig verteiltem Ammonium kämen bei Depots nur wenige Wurzeln an den Grenzflächen mit dem Ammonium in Kontakt. Dort würden diese Wurzeln nur dann Ammonium aus den Depots aufnehmen, wenn sie vom Spross ausreichend mit Kohlenhydraten versorgt seien. Dabei werde das Ammonium-Ion direkt in den Stoffwechsel der organischen Stickstoffverbindungen  aufgenommen.
Die Ammonium-Aufnahme erfolge also durch die Pflanze selbstreguliert entsprechend ihrer jeweils aktuellen „assimilatorischen Leistung“. Daraus ließe sich der Schluss ziehen, dass das Wachstumspotential der Pflanze entsprechend dem Witterungsverlauf stets voll ausgeschöpft werde und gleichzeitig keine Überversorgung möglich sei.
Die Pflanzen würden dabei gezielt zu den Grenzflächen des Depots hin und um dieses herum wachsen. Bei Aufzehrung des Stickstoffs in den Grenzbereichen würden die Wurzelspitzen nachwachsen und so das gesamte Depot bis zur vollständigen Leerung erwachsen. Anhand eines von Sommer erstellten Wurzelbildes  lässt sich ein Wurzelgeflecht rund um das Depot erkennen. Weitere solche Bilder fehlen bislang.
Unter den Bedingungen der Stickstoffaufnahme aus den konzentrierten Ammonium-Depots verändere sich in der Folge der gesamte Stoffwechsel. Da der Ort des Stickstoff-Einbaus von den Blättern zu den Wurzeln verlagert werde, verändere sich auch die Konzentrationen der Substanzen sowie die resultierenden osmotischen Drücke. Diese Veränderungen, die in der Biologie als Source-Sink-Effekte bezeichnet werden, führten zur Verbesserung des Wachstums und der Qualität der Pflanzen. 

## Allgemeine Lehrmeinung vs. CULTAN
Eine direkte Aufnahme von Ammonium widerspricht dem aktuellen Stand der Wissenschaft. Aufgrund der Nitrifikation im Boden wird entsprechend konventioneller Lehrmeinung unterstellt, dass unabhängig von den gedüngten Stickstoffformen Ammonium, Nitrat oder Harnstoff der Stickstoff für die Pflanzen letztlich als Nitrat verfügbar wird (Siehe auch: Stickstoffkreislauf).

Stickstoffkreislauf (ohne Aufnahme von Ammonium durch Pflanzen wie von Sommer behauptet)

## Feldversuche
Inwieweit die von Sommer beobachteten positiven Effekte auf die meist unnatürlich hohe Schwefelmenge (rund 150 kg/ha) zurückzuführen sind, lässt er unklar. In Düngungsversuchen wird teils ein Schwefelausgleich bis in eine Höhe von 80 kg/ha Netzschwefel gegeben, welche deutlich positivere Effekte zeigten, als die Schwefelgabe per Injektionsdüngung.
Eine dreijährige Untersuchung des Fachbereich Landwirtschaft am Landratsamt Breisgau-Hochschwarzwald erwartet ähnliche Ergebnisse wie Sommer, hier von gesicherten wissenschaftlichen Erkenntnissen zu sprechen, wenn die Ergebnisse nur erwartet werden, ist schlicht falsch. Auch konnten Forscher an der Universität Bonn, an welcher Sommer lehrte, in Gemüse keine gleichwertigen Ertragsergebnisse erzielen.
Zeichnet sich CULTAN auf der einen Seite durch einen ausgearbeiteten theoretischen Unterbau aus, lassen auf der anderen Seite die dürftigen verfügbaren Zahlen hinsichtlich des erforderlichen Investitionsaufwands und Ertrages erhebliche Zweifel an Praxistauglichkeit, Marktgängigkeit und Akzeptanz bei den agrarischen Produzenten aufkommen.
Ebenso erstaunlich ist der mangelhafte Informationsfluss über die Wachstumsumstände, bei denen mit Cultan-Düngung Mehrerträge erzielt wurden.
- So werden schlichte Ertragsmengen bei Raps verglichen, ohne auf die wichtigen Ölerträge je Hektar einzugehen. Dabei wird das CULTAN-Verfahren mit praxisüblicher Düngung vergleichen, ohne jedoch auf Düngemenge, Düngerart, Wachstumsstadium oder Applikationstermine einzugehen, zudem werden praxisunübliche Rapssorten eingesetzt[8]
- In anderen Versuchen wird Gülle per CULTAN-Verfahren injiziert und mit Hornmehl verglichen[9]. Hierbei wird verschwiegen, dass es sich bei Gülle um einen Mehrnährstoffdünger handelt, insbesondere Rüben reagieren positiv auf Kali und Phosphorgaben.
- In Braugerste wurde ebenfalls Cultan-Düngung getestet.[10] Hier wurde auf einer durch Gänsefraß geschädigten Weizenfläche Sommerbraugerste eingesäht. Da die Bearbeitung pfluglos erfolgte, können Unterschiede durch ungleichmäßigen Gänsefraß großen Einfluss nehmen. Zudem wurde als Vergleich zum reinen Stickstoff-Cultan-Dünger mineralischer Volldünger eingesetzt, welcher die Salzkonzentration durch den Kalianteil in ungünstige Höhen ansteigen lässt. Grundsätzlich wird bei Feldversuchen aus Gründen der Vergleichbarkeit und Belastbarkeit der Ergebnisse Basissaatgut oder zumindest zertifiziertes Saatgut verwendet. In diesem Fall kam Nachbausaatgut zum Einsatz. Ein Schwefelausgleich fand nicht statt.

In einem 2010 durchgeführten Versuch schnitt die Cultan-Düngung in allen Disziplinen schlechter ab: Egal ob Rohproteingehalt oder -ertrag, Mengenertrag und unabhängig von der Stickstoffdüngemenge konnten keine Vorteile einer Ammonium-Schwefel-Injektion festgestellt werden.
Bereits 2004 wurde bei der Stärkekartoffelsorte Agria durch die Uni Bonn ein Düngeversuch durchgeführt. Die Stärkegehalte und Marktwarenerträge waren bei gleicher Düngungshöhe gleich hoch wie bei der konventionellen Düngung mit Kalkammonsalpeter. Wurde die Stickstoffgabe reduziert, wirkte sich dies teils unmittelbar mit Ertragsverlusten bei Menge und Stärkeertrag aus.
In den Jahren 2008–2009 wurde die Cultan-Düngung durch die Landwirtschaftskammer Niedersachsen an drei Standorten geprüft. Auch dabei kam es bei gleichem Stickstoffdüngungsniveau nicht zu den von manchen Lohnunternehmern versprochenen signifikanten Ertragssteigerungen. Auch hier wird von Luxuskonsum zum ersten Grasschnitt sowie gefährlich hohen Nitratgehalten gesprochen.
Wissenschaftliche Untersuchungen, welche Einflüsse die Injektionsdüngung auf die Gesundheit der Pflanzen und die Ammoniumernährung haben, fehlen jedoch bisher.

## Forschung und Entwicklung

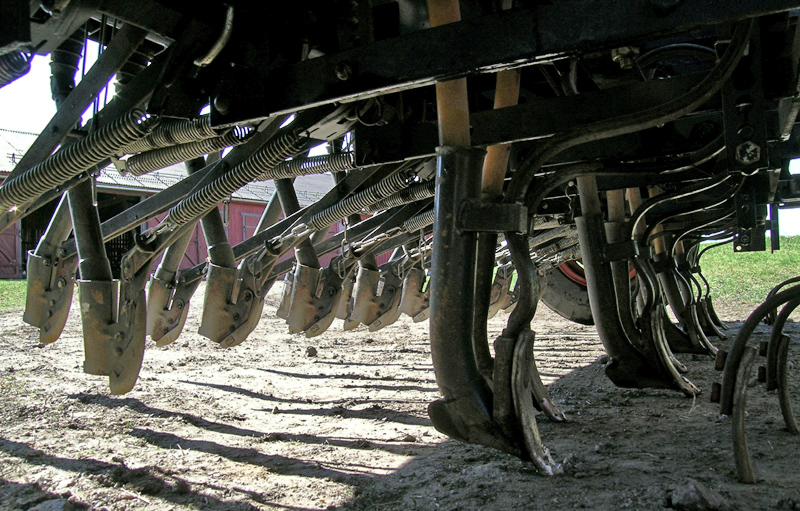
Sämaschine mit Düngerausbringscharen (rechts) und Saatgutscharen (links/hinten)

Seit vielen Jahrzehnten wird am CULTAN-Verfahren gearbeitet, die Anfänge wird etwa in den 1970ern gesehen. Die wesentlichen Grundlagen wurden vom Hochschullehrer Karl Sommer an der Universität Bonn gelegt, wo bis heute, Anfang des 21. Jahrhunderts, weiterhin Forschung an Injektionsdüngung (vor allem Gülle-Injektion) betrieben wird. Die Verfahrensanwendung wird in Deutschland insbesondere vom Braunschweiger Julius Kühn-Institut, Bundesforschungsinstitut für Kulturpflanzen (JKI), Institut für Pflanzenbau und Bodenkunde, erforscht. Auch international beschäftigen sich mehrere Forschungseinrichtungen mit der CULTAN-Injektionsdüngung.
Veranstaltungen zum Thema finden vereinzelt in verschiedenen Ländern statt, dabei gibt es Feldvorführungen, Workshops und Fachtagungen. Ein internationales Symposium „Injektions-Düngung – Aktueller Kenntnisstand, neue Entwicklungen und Erfahrungen“ mit über 100 Teilnehmern hat das Julius Kühn-Institut im Februar 2010 in Braunschweig durchgeführt. In diesem Zusammenhang ist zu beachten, dass unter anderem die praxisübliche und in den Niederlanden vorgeschriebene Gülle-Injektion auch unter dieses Thema fällt.
Seit Anfang des 21. Jahrhunderts scheint ein auf geringem Niveau steigender Einsatz in der landwirtschaftlichen Praxis zu geschehen. 2004 wurden in Deutschland rund 10.000 Hektar mit 10 Injektionsmaschinen im CULTAN-Verfahren bearbeitet. 2009/2010 waren es etwa 70.000 Hektar mit Hilfe von 44 Maschinen. Andere Quellen sprechen von rund 100.000 Hektar in Deutschland. Somit kam das CULTAN-Verfahren 2010 bei unter 1 % der deutschen landwirtschaftlichen Nutzfläche zum Einsatz.

## Technik

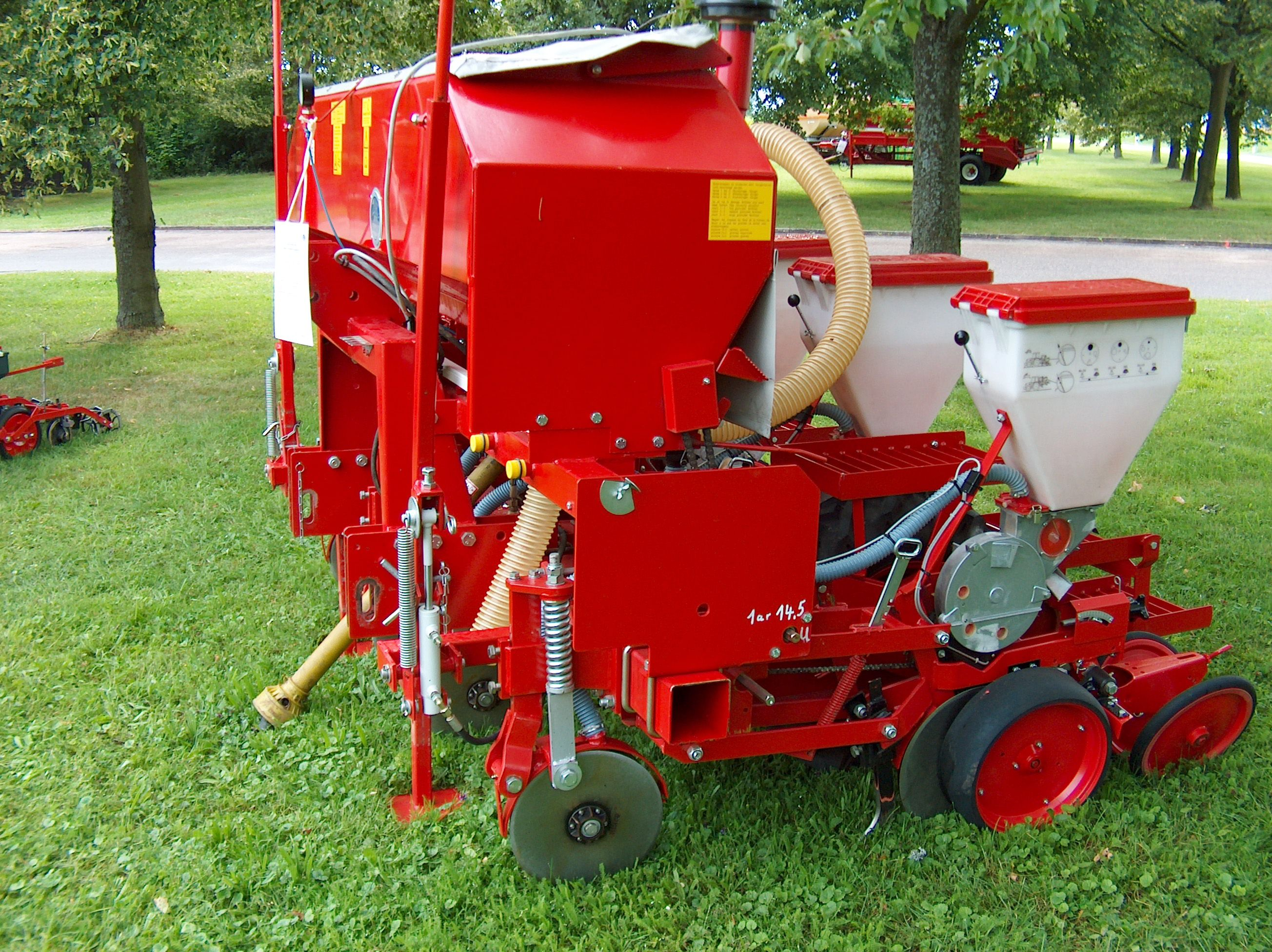
Maisdrillmaschine mit Unterfuß-Düngeeinrichtung

Je nach Pflanzenkultur werden verschiedene Depotformen (Kugel-, Becherdepots usw.) verwendet, die unterschiedliche Ausbringungstechnik erfordern.
Die in Europa bekannteste, und standardmäßig eingesetzte Ammoniumdüngeform ist die Unterfußdüngung bei Mais.

### Spornrad-Methode
Sommer entwickelte maßgeblich die Spornrad-Technik. Sie bezeichnet eine CULTAN-Injektionstechnik, bei der ein von einem Flüssigdüngertank versorgter Spornrad-Injektor über die zu düngende Fläche gefahren wird. Diese wird aber nur von einzelnen Lohnunternehmern eingesetzt.

Funktionsskizze eines Spornrades:
1. Nabe
2. Radreifen
3. Speichenrohr
4. Sporn (Spoke)
5. Druckschlauch
6. Gewindestück

Ein einzelnes Spornrad besteht aus einem Metallreifen mit meist zwölf hohlen Speichenrohren. Auf jedem dieser Rohre sitzt ein hohler Sporn (auch Stachel oder Spoke genannt), der vom Düngemitteltank über Druckschlauch, Radnabe und Speichenrohr mit dem Düngemittel versorgt wird. Am Spornkopf befindet sich eine seitliche Bohrung, durch die das Düngemittel mit 1,5 bis 8 bar in den Boden gespritzt wird. Nach dem Einstich des jeweiligen Sporns ins Erdreich wird der Kanal zwischen Druckschlauch und Speichenrohr mechanisch geöffnet.
Bei modernen Geräten passt eine Regeleinrichtung die Düngermenge den unterschiedlichen Arbeitsgeschwindigkeiten an. Dabei werden die Membranpumpe und die Regelventile des Injektorgerätes angesteuert.
Die Sporne und Räder verschiedener Hersteller unterscheiden sich geringfügig, funktionieren jedoch prinzipiell gleich und basieren auf dem Entwurf von Karl Sommer.

### Grubberschare bzw. Striegel
Neben der Spornradtechnik wird auch mit Hilfe von Striegeln und Scharen Cultan-Düngung durchgeführt, welches weniger technischen Aufwand bedeutet. Die Firma Horsch hat mit dem Duett-Schar eine Möglichkeit gefunden, gleichzeitig Saatgut und Dünger auszubringen.

### Pflanzenschutzspritze
Mit herkömmlichen Spritzen können ebenfalls NH4-haltige Düngemittel ausgebracht werden. Sie müssen hierzu über Schleppschläuche verfügen, da einige NH4-Düngemittel sich nicht zur Blattdüngung eignen. Diese Schleppschläuche legen Depots ebenfalls streifenförmig ab. Dabei muss das Spritzgestänge jedoch sehr tief gehalten werden. Zusätzlich sind Gewichte an den Schlauchenden Pflicht, damit die Schläuche nicht durch den Pflanzenbestand den Bodenkontakt verlieren. Die Fahrgeschwindigkeit muss entsprechend herabgesetzt werden, um ein Aufspringen der Schläuche sowie Schäden am pendelnden Gestänge zu verhindern.

## Eingesetzte Düngemittel

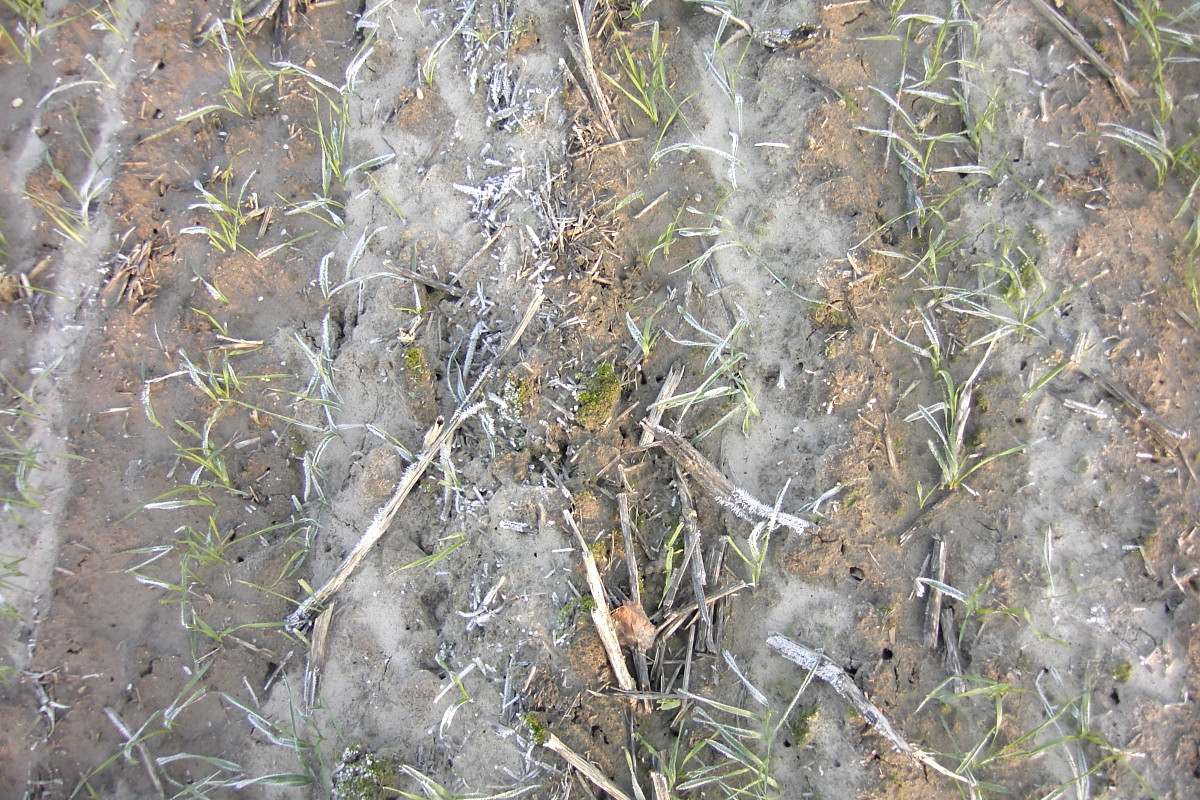
Winterweizen nach zweimaliger ASL-Gabe bei Vorfrüchten zeigt über die gesamte Fläche Versauerungserscheinungen (Wachstumshemmung (Vorfrucht Raps), Moos)

Häufig werden Ammoniumsulfat-Lösung bzw. Bluesulfate eingesetzt. Daneben kommen Ammoniumnitrat-Harnstoff-Lösung (AHL), NH3-Starkwasser und Monoammonphosphat (MAP) bzw. Diammonphosphat (DAP; landläufig wegen der Gehaltswerte 18 × 46 genannt) zum Einsatz.

### Kritik an ASL und Bluesulfaten
Vor allem ASL und das ähnliche bluesulfate stehen im Fokus von Kritikern.
- Schwefeldünger zehren weitgehend unabhängig von der Form, die Kalkvorräte auf, je 100 kg Stickstoffdüngung durch ASL ist mit rund 200 kg CaO-Entzug zu rechnen.[20]
- Unter anderem wird ASL bei der Abluft- oder der Abgasreinigung gewonnen. Ebenso bei der Herstellung von Blausäure fällt dieser Stoff an.[21]
- Der in Bluesulfaten enthaltene Schwefel beträgt rund 9 % Gewichtsanteil bei gleichzeitig rund 8 % Stickstoffanteil. Entsprechend einer Stickstoffdüngung bei Raps von 150 kg/ha Stickstoff, werden rund 170 kg/ha Schwefel ausgebracht. Der Schwefelbedarf von Raps liegt bei rund 60 kg/ha[22]. Bei stetigem Einsatz von Bluesulfaten ist die Gefahr einer Schwefelauswaschung ins Grundwasser hoch. Berechnungen zeigen, dass – bei einer Grundwasserneubildung von 100 mm jährlich – eine Auswaschung von 80 kg/ha Schwefel genügt, um den Grenzwert im Grundwasser zu überschreiten[23].

## Nachteile und Voraussetzungen
- Eine Vorratsdüngung mit dem CULTAN-Verfahren wird auf Grünlandflächen kritisch gesehen. Durch die erhöhte N-Zufuhr könne es zu bedenklichen Nitratgehalten im Aufwuchs kommen. Das kann zu Gesundheitsschäden bei Tieren führen. Insbesondere auf Grünland muss man die Nachlieferung von Stickstoff aus organischem Dünger Gülle mit einkalkulieren, da Grünlandflächen meist von viehintensiven Betrieben bewirtschaftet werden.[24]
- Die für den CULTAN-Einsatz benötigten Landmaschinen sind deutlich teurer als herkömmliche Düngerstreuer, so dass das Verfahren vorwiegend von spezialisierten Lohnunternehmen angeboten wird.[25] Dieses Argument wird oft genannt, ist aber nicht belastbar.
- Bei einfacher, streifenförmiger Ablage kann es unter anderem bei Starkniederschlägen zu einer Abnahme der Konzentration im Depot und damit zu unerwünscht schneller Wirkung des CULTAN-Düngers kommen. Durch den Einsatz eines Spornrades kann dies verhindert werden.[26]
- Wird die Kultur zwischendurch aus anderen Gründen umgebrochen (Herbizidschaden, ökonomischer Mehrertrag durch z. B. Kartoffelanbau statt Getreide), oder es kann der Stickstoff aus anderen Gründen wie Dürre nicht vollständig genutzt werden, kommt es zu einer Verteilung des Ammoniums im Boden. Als Folge dessen kommt es zur Auswaschung. Auf trockenen sandigen Böden kann eine gezielte Cultandüngung aber vorteilhaft sein, da die Nährstoffe sofort zur Vegetationsperiode zur Verfügung stehen, und nicht auf unsichere Niederschläge gewartet werden muss.[27]
- Probleme scheinen steinreiche Böden zu bereiten. So wird davon berichtet, dass es Probleme durch verspritzenden CULTAN-Dünger gibt, falls er es nicht schafft Steine zu schneiden.[28] Insbesondere die teils eingesetzte Ammoniumsulfat-Lösung (ASL) muss bei pH-Werten unter 4 mit dem Zusatz nicht zur Blattdüngung geeignet gekennzeichnet sein.[29] Bei schweren und gleichzeitig trockenen Böden scheinen ähnliche Probleme aufzutreten[30].
- Je nach eingesetzter Technik scheint es Probleme mit klebrigem Boden beziehungsweise bei Applikation im Morgentau zu geben[31]. Zudem kann es zu Mindererträgen in Fahrspuren kommen[32].
- Je nach Technik und Einsatzverhältnissen kann es zu einer Verstopfung oder Abbrechen der Spornraddüsen kommen.[33]
- Kritisch wird gesehen, dass zum Zeitpunkt der Applikation nicht bekannt ist, wie viel die Kulturpflanze tatsächlich benötigt. Einflussfaktoren sind unter anderem der Witterungsverlauf, der wiederum das Stickstoffnachlieferungsvermögen des Bodens z. B. aus organischen Düngern  beeinflusst.
- Zudem ist zum Zeitpunkt der Cultan-Düngung unklar, welche Stickstoffmengen die Kultur durch ihre von Jahr zu Jahr unterschiedliche Ertragsbildung entziehen wird.
- Moderne Sensortechnik (N-Sensor, Crop-Meter) oder Nmin-Proben sind nicht mehr zur Düngeaufwandreduzierung nutzbar, da bereits die gesamte Stickstoffgabe durch das CULTAN-Verfahren erfolgt ist.
- Eine teilflächenspezifische Stickstoffdüngung und somit Korrekturen von Bodenunterschieden sowie Wachstumsständen innerhalb eines Schlages sind nur sehr eingeschränkt möglich.
- Voraussetzung bei Kartoffeldüngung ist die richtige Terminierung und Platzierung des CULTAN-Düngers.[34] So muss sichergestellt werden, dass das Depot unterhalb der Pflanzkartoffeln angelegt wird. Zudem muss dies zu einem Zeitpunkt geschehen, an dem die Wurzelsysteme noch nicht durch die Injektionsschare beschädigt werden. Der Nmin-Gehalt des Bodens sollte für gutes Gelingen gering sein und der Anteil organischer Düngung ein Drittel des Bedarfes nicht überschreiten.
- Die von Cultan-Verkäufern genannten Ergebnisse sind nur dann zu erwarten, wenn der Boden einen geringen Mineralstickstoffgehalt zu Versuchsbeginn sowie eine niedrige Mineralisationsleistung während der Kultur aufweist. Beides ist auf überwiegend gemüsebaulich genutzten Böden selten der Fall. Bei den Berichten von sehr hohen Erträgen nach CULTAN-Düngung aus der Praxis ist zu beachten, dass die eingesetzten Stickstoffmengen zum Teil sehr hoch sind[35].
- Bei nässegeschädigten Beständen, wie zuletzt in Deutschland im Winter 1998/1999, war der bisherige Forschungsstand, dass sie mit Nitrat angedüngt werden sollen[36]. Inwieweit CULTAN-Düngung hier eine Möglichkeit bietet, ist unklar.
- Es muss sichergestellt sein, dass die Ausbringung sehr präzise erfolgt. Vor allem sind Fehlstellen sowie Doppelbehandlungen unbedingt zu vermeiden, da meistens die gesamte im Jahr benötigte Stickstoffmenge ausgebracht wird. Ansonsten kommt es zu fehlender oder zu doppelter Düngergabe auf Teilflächen. Im Gegensatz zu Mineraldüngung konzentriert sich das Risiko von Ausbringfehlern auf eine Überfahrt und eine Düngergabe. Nachdüngungen sind in späteren Wachstumsphasen mit den meist schweren Geräten kaum möglich, zudem müssten die Wurzeln der im Wachstum fortgeschrittenen Bestände erst an das Depot heranwachsen. Die Ausbringung kann mit hochwertigen GPS-Systemen oder auf kleineren Flächen auch mithilfe von Schaummarkierern geschehen.
- Der Ausbringtermin muss – entgegen anders lautenden Aussagen des Wissenschaftlers Sommer – anscheinend auch bei der Injektionsdüngung im Bereich des Vegetationsbeginns liegen, um die Ährenanlage nicht durch Stickstoffmangel zu gefährden.[37] (vergleichend auch Aussage der Zeitschrift praxisnah 1/2011)